# Learntec

Logo der Learntec

Learntec (Eigenschreibweise LEARNTEC) ist eine jährlich in Karlsruhe stattfindende internationale Kongressmesse für professionelle Bildung, Lernen und IT. Während die Veranstaltung in der Vergangenheit eher technologielastig war und sich dem Begriff des E-Learning unterordnete, haben sich Computer als Lernmedium im gesamten Bildungssektor fest etabliert. Der Fokus der Learntec hat sich deshalb deutlich erweitert. Veranstalter der Learntec ist die Karlsruher Messe- und Kongress GmbH. 2010 ging die wissenschaftliche Leitung von den langjährigen Leitern und Initiatoren, Winfried Sommer und Uwe Beck an Sünne Eichler und Peter Henning über. Das Ergebnis war eine strategische Neuausrichtung, in der rein technologische Themen zu Gunsten einer breiteren Bildungsorientierung in den Hintergrund treten.
Ähnliche Kongressmessen, allerdings mit deutlich anderer Schwerpunktsetzung und Zielgruppe, sind die Online Educa, die didacta und der Fernausbildungskongress.

## Geschichte
Der Vorläufer der Learntec wurde unter dem Titel „Die Anwendung moderner Medien- und Bildungstechnologie in der beruflichen und pädagogischen Praxis“ von Uwe Beck und Winfried Sommer, beide an der PH Karlsruhe tätig, gegründet. Dieser war vom 11. bis 13. September 1991 in den Räumen der PH Karlsruhe.
Die daraus hervorgegangene Fachmesse für Informations- und Bildungstechnologie wurde im Jahr 1992 ebenfalls wie der Vorgänger von Uwe Beck und Winfried Sommer ins Leben gerufen. In Zusammenarbeit mit der Karlsruher Messe- und Kongress GmbH (Messe Karlsruhe) fand die Messe bis zum Jahr 2006 im Kongresszentrum Karlsruhe statt. Seit dem Jahr 2007 ist die Learntec auf dem Gelände der Messe Karlsruhe.

### Learntec 1992–2000
Im Gründungsjahr 1992 fand die Messe unter dem Titel „Learntec – 1. Europäischer Kongress und Fachmesse für Bildungstechnologie und betriebliche Bildung“ vom 10. bis 12. November 1992 statt. Schwerpunktthemen waren „Computergestütztes Lernen“ und „Multimedia“. Die Messe wurde mit 27 Ausstellern eröffnet und hatte rund 300 bis 400 Besucher.
Im November 1993 fanden sich 30 Aussteller und 400 Besucher ein. Im Interesse stand vor allem das Lernen von Fremdsprachen. Das erste Partnerland der Fachmesse war Kanada.
Die dritte Veranstaltung war vom 8. bis 10. November 1994. Die Wahl des Partnerlands fiel auf die Schweiz. Bei 42 Ausstellern konnten sich die 400 Besucher über das Internet als Lernumgebung austauschen.
1995 fand die 4. Learntec vom 7. bis 10. November statt. Schwerpunktmäßig ist sie auf den Bereich Multimedia, vor allem im Bereich von Handel, Banken und Versicherungen, ausgerichtet. Als Partnerland stand Österreich im Mittelpunkt. Die Veranstalter zählten 49 Aussteller und 600 Besucher.
Ursprünglich war im November 1996 die fünfte Ausgabe vorgesehen. Diese fand jedoch nicht statt und wurde auf Ende Januar 1997 verlegt, um „eine noch höhere terminliche Akzeptanz bei Ausstellern und Kongreßbesuchern zu erzielen“.
Im Jahr 1997 wurde die 5. Learntec vom 28. bis 30. Januar 1997 ausgerichtet. Partnerland war Großbritannien. Nach vier Messen mit dem Untertitel „Europäischer Kongress und Fachmesse für Bildungstechnologie und betriebliche Bildung“ nannte sich der Kongress in „Europäischer Kongress und Fachmesse für Bildungs- und Informationstechnologie“ um. Schwerpunktthemen waren u. a. „Telelearning/Lernen in Netzen“, „Qualität von Multimedia Lernsoftware“ oder „Multimedia für Banken und Finanzdienstleistungen“. Die Zahl der Aussteller stieg auf 60. Zu dem Kongress kamen rund 1200 Besucher.
Die 6. Learntec fand vom 3. bis 5. Februar 1998 statt. Schirmherr dieser Learntec war der damalige Bundesbildungsminister Jürgen Rüttgers. Eröffnet wurde die Messe durch den damaligen Ministerpräsidenten Erwin Teufel und dem französischen Botschafter François Scheer, da Frankreich als Partnerland ausgewählt wurde. Rund 100 Aussteller stellten ihre Produkte vor. Den Kongress besuchten rund 2000 interessierte Personen.
Im Jahr 1999 wurde die 7. Learntec zwischen dem 9. und 11. Februar durchgeführt. Erstmals konnten mit 109 Ausstellern mehr als 100 Aussteller begrüßt werden. Die Schirmherrschaft übernahm die damalige Bundesbildungsministerin Edelgard Bulmahn. Partnerland waren die Niederlande. Themen der Messe waren u. a. „Lernforschung und Evaluation“, „Lernen mit dem Computer“ im Bereich der Medizin oder die „[…] netzbasierte Ausbildung in der HypoVereinsbank“. Es waren 3.000 Interessierte zu Besuch.
Im Jahr 2000 fand die Veranstaltung zum 8. Mal zwischen dem 8. und 11. Februar statt. Themen der achten Ausgabe sind u. a. „Standardisierung von Lerntechnologien“, „Bildungs-TV“ oder „Virtuelle Lernangebote“ in der Hochschule gewesen. Als Partnerland trat Finnland auf. Diese Learntec stand im Zeichen von Lernplattformen und von Unternehmen betriebene Fortbildungseinrichtungen, sogenannte Corporate Universities. Rund 154 Aussteller stellten dazu ihre Ideen den 5.500 Besuchern vor.

### Learntec 2001–2009
Die 9. Learntec wurde im Jahr 2001 vom 30. Januar bis 2. Februar abgehalten. Das Bundesministerium für Bildung und Forschung (BMBF) übernahm die Schirmherrschaft. Hauptthema war das E-Learning. Als Partner fungierte die UNESCO. Sie hatte 240 Aussteller und rund 7500 Besuchern.
Vom 5. bis 8. Februar 2002 fand die Learntec unter dem Motto „Lernen weltweit vernetzt“ zum 10. Mal statt. Rund 272 nationale und internationale Aussteller präsentierten sich den über 9000 Besuchern. Schirmherrin war die damalige Bundesministerin für Bildung und Forschung, Edelgard Bulmahn.
Die 11. Learntec ging vom 4. bis 7. Februar 2003. Die Ausstellerzahl stieg auf 308. Es wurden rund 9000 Fachbesucher gezählt. Hauptthema war die Integration von Lernkonzepten in die unternehmerischen Geschäftsprozesse mittels Computern. Schirmherr der 11. Ausgabe war Matthias Rößler, der damalige sächsische Staatsminister für Wissenschaft und Kunst.
Vom 10. bis 13. Februar 2004 wurde die 12. Learntec veranstaltet. Über 8700 Besucher informierten sich über das Thema E-Learning und unter anderem „computergestützte Kompetenzerfassung, die Rolle des Tutors im Lernprozess oder die Didaktik des E-Learning“. Auf der Messe waren 315 Aussteller vertreten. Schirmherrin war Viviane Reding, der damaligen Europäischen Kommissarin für Bildung und Kultur.
Zwischen dem 15. und 18. Februar 2005 fand die 13. Learntec statt. Schwerpunktmäßig wurden die Themen „Business Integration“, „Technologie“ und „Didaktik“ behandelt. Die Ausstellerzahl ging zurück auf 290, ebenso die Besucherzahl auf 8.000. Schirmherr war Wolfgang Clement in seiner damaligen Funktion als Bundesminister für Wirtschaft und Arbeit. Das Partnerland der 13. Learntec sind die USA.
Die 14. Learntec ging vom 14. bis 16. Februar 2006. Im Fokus waren in diesem Jahr neben dem E-Learning und Blended Learning auch „Wissensprozesse in Unternehmen und Hochschulen aus technologischer, betrieblicher und didaktischer Sicht“. Die Ausstellerzahl lag bei über 300. Es wurden 7400 Fachbesucher gezählt. Annette Schavan übernahm die Rolle als Schirmherrin des Bundesministeriums für Bildung und Forschung.
Mit Beginn der 15. Learntec vom 13. bis 15. Februar 2007 wechselte der Veranstalter an die Messe Karlsruhe, in die dortige dm-arena. Das Programm orientierte sich u. a. an den Themenbereiche „Geschäftsprozesse“, „Lernen“, „Technologie“, „Didaktik“ und „Wissensmanagement“. Rund 7000 Besucher und 270 Aussteller kamen zum Kongress. Auch im Jahr 2007 hatte das BMBF die Schirmherrschaft inne.
Schwerpunktthemen der 16. Learntec vom 29. bis 31. Januar 2008 waren Wikis und Blogs. Bei 220 Ausstellern kamen rund 6.000 Besucher.
Die 17. Learntec wurde vom 3. bis 5. Februar 2009 veranstaltet. Das Motto lautete „Bildung ist Nährboden für die Zukunft“. Themen des Kongresses gingen u. a. über „Next Generation Leadership: Wie lernen Führungskräfte?“ aus dem Bereich Business, hinzu „Hirnforschung – wie kann Sie Lernen und Wissen im Arbeitskontext verstehen helfen?“ (Didaktik) oder das „Lernen in und von Hochleistungsteams – Hochleistung managen“ (Wissensmanagement) bzw. die „Zukunft des Lernens“ (Technologie). Die Ausstellerzahl betrug 220 und rund 5.200 Besucher zählten die Veranstalter. Schirmherrin war auch 2009 die damalige Bundesbildungsministerin Annette Schavan.

### Learntec 2010–2018
Im Jahr 2010 fand die 18. Learntec vom 2. bis 4. Februar statt. Dabei wechselte die wissenschaftliche Leitung von den langjährigen Leitern und Initiatoren, Winfried Sommer und Uwe Beck an Sünne Eichler und Peter Henning. Neben den Niederlanden, zum zweiten Mal als Partnerland, zeigten 160 Aussteller ihre Produkte. 5600 Besucher wurden gezählt. Erstmals nahmen zwei Bundesministerien die Schirmherrschaft wahr. Neben dem Bundesministerium für Bildung und Forschung (BMBF), vertreten durch Annette Schavan, war auch das Bundesministerium für Wirtschaft und Technologie (BMWi) durch Rainer Brüderle vertreten.
Die 19. Learntec ging vom 1. bis 3. Februar 2011. Mit 180 Ausstellern konnte die Zahl der Aussteller gesteigert werden. Die Anzahl der Sprecher auf dem Kongress lag bei 150 Sprechern. Sie wurde von rund 5785 Personen besucht. Auch zur 19. Ausgabe wurden die Bundesministerien für Bildung und Forschung bzw. Wirtschaft und Technologie für die Schirmherrschaft gewonnen.
Die 20. Ausgabe der Learntec war vom 30. Januar bis zum 2. Februar 2012 ausgerichtet worden. Bei dieser Jubiläumsveranstaltung konnten sich 200 Aussteller präsentieren. Auch die Anzahl der Sprecher wurde auf 160 gesteigert. Die Messe besuchten 6117 Personen. Erstmals wurde ein eigenes Konzept für sogenannte Serious Games (inkl. dem Bereich Mobile Learning) mit dem Titel „Games@LEARNTEC“ und für das „Digitale Publizieren“ (ePub@LEARNTEC) vorgestellt. Das Konzept Games@LEARNTEC wurde von der Initiative „Deutschland – Land der Ideen“ ausgezeichnet. Wie auch in den Jahren 2010 und 2011 sind das Bundesministerium für Bildung und Forschung und das Bundesministerium für Wirtschaft und Technologie Schirmherren und vertreten durch Annette Schavan und Philipp Rösler.
Vom 29. bis 31. Januar 2013 fand die 21. Learntec statt. Es zeigten 214 Aussteller ihre Produkte. Auf dem Kongress trugen über 160 Sprecher vor. Schwerpunktthemen waren neben „Mobile Learning“ auch „Social Media Learning“ und „Game Based Learning“. 6068 Menschen besuchten den Kongress. Das erstmals 2012 vorgestellte Konzept Games@LEARNTEC (ausgezeichnet von der Initiative „Deutschland – Land der Ideen“) ist fortgesetzt worden. Für das „Digitale Publizieren“ wurde ein neuer Bereich (ePub@LEARNTEC) eingerichtet. Die Schirmherren der 21. Learntec sind Annette Schavan (BMBF) und Philipp Rösler (BMWi).
Vom 4. bis 6. Februar 2014 fand die Learntec zum 22. Mal statt. Dabei zeigten 226 Aussteller ihre Produkte, der Kongress hatte mehr als 160 Sprecher. Die Learntec 2014 wurde von 6685 Personen besucht. Das erstmals 2012 vorgestellte Konzept Games@LEARNTEC (ausgezeichnet von der Initiative „Deutschland – Land der Ideen“) und das „Digitale Publizieren“ (ePub@LEARNTEC) wurden fortgesetzt. Neue Schwerpunktthemen waren „Mobile Learning“ und „Social Media Learning“.
Die 23. Learntec fand vom 27. bis 29. Januar 2015 in der Messe Karlsruhe statt. Die gesteigerte Zufriedenheit konnte bei den 225 Ausstellern und den 6.900 Besuchern konstatiert werden. 2015 traten mehr als 240 Referenten und Moderatoren in Kongress und Messe vor das internationale Publikum. Die Sonderfläche school@LEARNTEC wurde zum zweiten Mal erfolgreich angenommen. Im Vergleich zum letzten Jahr hat sich die Anzahl der Aussteller und Brands in diesem Bereich mehr als verdoppelt. Die Schirmherrschaft wurde von Johanna Wanka, Bundesministerin für Bildung und Forschung sowie von Sigmar Gabriel, Bundesminister für Wirtschaft und Energie übernommen.
Vom 29. bis zum 31. Januar 2019 fand die 27. Ausgabe statt. Neuheiten waren unter anderem die Area für Augmented Reality und Virtual Reality sowie die Erweiterung des Kongresskomitees um die international anerkannte Workplace Learning Expertin Jane Hart. Die aus Großbritannien stammende Autorin und Gründerin des Centre for Learning & Performance Technologies (C4LPT) konnte für die LEARNTEC wichtige Keynote-Speaker für die Fachmesse gewinnen.
2019 wurde die LEARNTEC vom Messefachmagazin m+a als Projekt des Jahres 2019 in der kategorie "futureproof" als zukunftsfähigste Messe Deutschlands gekürt.

## Entwicklung der Besucherzahlen
| Jahr | Besucherzahl |
| ---- | ------------ |
| 1992 | 300–400      |
| 1993 | 400          |
| 1994 | 400          |
| 1995 | 600          |
| 1997 | 1.200        |
| 1998 | 2.000        |
| 1999 | 3.000        |
| 2000 | 5.500        |
| 2001 | 7.500        |
| 2002 | 9.000        |
| 2003 | 9.000        |
| 2004 | 8.700        |
| 2005 | 8.000        |
| 2006 | 7.400        |
| 2007 | 7.000        |
| 2008 | 6.000        |
| 2009 | 5.200        |
| 2010 | 5.600        |
| 2011 | 5.785        |
| 2012 | 6.117        |
| 2013 | 6.068        |
| 2014 | 6.685        |
| 2015 | 6.900        |
| 2016 | 7.250        |
| 2017 | über 7.500   |
| 2018 | über 10.000  |
| 2019 | über 11.600  |
| 2020 | 15.600       |
| 2022 | 11.000       |